# 艾利克斯·賽德爾
艾利克斯·賽德爾是一位德国工程师。

## 生平
是Paul Seidel和Josephine Bantle的兒子，父親是毛瑟兵工廠的技工，塞德爾自小在工廠宿舍長大。他在埃林斯根讀完大學後，通過特許工程師的考試，被毛瑟工廠錄用，並被分配在研製與設計科，擔任手槍研製組組長，並設計了毛瑟HSc手槍。1945年4月20日，盟軍了奧伯恩多夫村，塞德爾的手槍研製組被解散，他變得身無分文。為了生計，他只好在一家養羊的農戶當長工領班。由於猶豫不決，他失去了以他名字命名公司的機會，後來HK公司的第一種手槍HK4是他負責設計的。